# 愉快な極道
「愉快な極道」（ゆかいなごくどう）は、1976年2月14日に公開された日本映画。製作は東映。主演は若山富三郎。監督は山下耕作。
若山富三郎の当たり役「極道シリーズ」に共通する主人公の名前・島村清吉ではないが、第12作に入れられる場合もある。

## スタッフ
- 監督：山下耕作
- 脚本：高田宏治、松本功
- 企画：松平乗道、上阪久和、大西卓夫
- 撮影：赤塚滋
- 音楽：青山八郎
- 美術：雨森義允
- 編集：神田忠男
- 録音：溝口正義
- 編集：神田忠男
- スチール：木村武司
- 助監督：藤原敏之
- 照明：増田悦章

## 出演
- 石田岩次郎：若山富三郎
- 白坂由利子：三田佳子
- 亀井政吉：左とん平
- 石田道子：紀比呂子
- 高木あゆみ：春川ますみ
- 植松謙作：花沢徳衛
- 桑山富造：殿山泰司
- 佐野哲蔵：南道郎
- 森山恵三：森田学哉
- 塚本太郎：野口貴史
- 川村善吉：江幡高志
- 伊吹肇：蜷川幸雄
- 徳丸八郎：石橋蓮司
- 織田タマ子：泉ピン子
- 雄琴の客：間寛平
- 桂田：桂三枝（現：六代桂文枝）
- 吉岡明：北島三郎（特別出演）

## 製作
"打倒寅さん"を長年の悲願として挙げた岡田茂東映社長は、トラック野郎シリーズの大ヒットで絶好のチャンスが到来したことから、「寅さん」を追い潰すために、なりふり構わず体当たりを決意し、関西の東映館主会からの要望を踏まえ、1976年上半期に悪名高き"健全喜劇・スポーツ映画路線"を敷いた、本作はその第一弾に当たる。

## キャッチコピー
足を洗った大親分―ドスのかわりにハンドルにぎり無理につくった笑顔で走る。

## 映像ソフト
- 1992年に東映ビデオからビデオソフト（VHS）化されたが廃盤、DVD化はされていない。

## 同時上映
- 『玉割り人ゆき 西の廓夕月楼』
  - 主演：潤ますみ / 監督：牧口雄二
- 『くの一忍法 観音開き』
  - 主演：橘麻紀 / 監督：皆川隆之